# میا رز (بازیگر پورنوگرافی)
میا رز (انگلیسی: Mia Rose)؛ زاده ۳۰ مارس ۱۹۸۷ در سوتون آلپاین، آلاسکا، یک بازیگر پورنوگرافی و اهل ایالات متحده آمریکا است. وی در سال ۲۰۰۶ در سن ۱۹ سالگی وارد صنعت پورن شد. او خواهر جوانتر ایوا رز است.